# Hôtel de Ruat
Pour les articles homonymes, voir Ruat.
L'hôtel de Ruat est un édifice, protégé des monuments historiques, situé à Bordeaux, en France.

## Histoire
L'hôtel de Ruat fut construit à Bordeaux en 1780 par l'architecte André Portier pour le parlementaire François-Alain Amadieu de Ruat (1716-1776), captal de Buch. 
Il a été inscrit aux Monuments historiques en 1965. C'est aujourd'hui une propriété privée.

## Architecture
L'hôtel est encadré de deux corps de bâtiments. Il possède un salon avec boiseries au premier étage et un parquet en marqueterie au second étage.  